# Йосип Шимич
Йосип Шимич (хорв. Josip Šimić, нар. 16 вересня 1977, Загреб) — хорватський футболіст, що грав на позиції нападника.
Виступав, зокрема, за клуби «Динамо» (Загреб) та «Брюгге», а також національну збірну Хорватії.
П'ятиразовий чемпіон Хорватії. Чотириразовий володар Кубка Хорватії. Чемпіон Бельгії. Володар Кубка Бельгії. Дворазовий володар Суперкубка Бельгії. Чемпіон Південної Кореї.

## Клубна кар'єра
Народився 16 вересня 1977 року в місті Загреб. Вихованець футбольної школи клубу «Динамо» (Загреб). Дорослу футбольну кар'єру розпочав 1993 року в основній команді того ж клубу, в якій провів сім сезонів, взявши участь у 40 матчах чемпіонату.  У складі загребського «Динамо» був одним з головних бомбардирів команди, маючи середню результативність на рівні 0,42 гола за гру першості. За цей час п'ять разів виборював титул чемпіона Хорватії, ставав володарем Кубка Хорватії (чотири рази).
Своєю грою за цю команду привернув увагу представників тренерського штабу клубу «Брюгге», до складу якого приєднався 2000 року. Відіграв за команду з Брюгге наступні два сезони своєї ігрової кар'єри.
Згодом з 2001 по 2007 рік грав у складі команд «Аріс», «Брюгге», «Ульсан Хьонде» та «Каринтія». Протягом цих років додав до переліку своїх трофеїв титул чемпіона Бельгії.
Завершив ігрову кар'єру у команді «Вартекс», за яку виступав протягом 2007 року.

## Виступи за збірні
У 1993 році дебютував у складі юнацької збірної Хорватії (U-16), загалом на юнацькому рівні взяв участь у 10 іграх.
Протягом 1994–2000 років залучався до складу молодіжної збірної Хорватії. На молодіжному рівні зіграв в 11 офіційних матчах, забив 2 голи.
У 1999 році дебютував в офіційних матчах у складі національної збірної Хорватії.
Загалом протягом кар'єри в національній команді, яка тривала 2 роки, провів у її формі 7 матчів, забивши 1 гол.
| Дата      | Місто  | Господарі      | Результат | Гості    | Турнір            | Голи | Примітки |
| --------- | ------ | -------------- | --------- | -------- | ----------------- | ---- | -------- |
| 13-6-1999 | Сеул   | Хорватія       | 2 – 2     | Єгипет   | товариський матч  | -    | 93'      |
| 16-6-1999 | Сеул   | Хорватія       | 2 – 1     | Мексика  | товариський матч  | 1    | 93'      |
| 19-6-1999 | Сеул   | Південна Корея | 1 – 1     | Хорватія | товариський матч  | -    | 88'      |
| 21-8-1999 | Загреб | Хорватія       | 2 – 1     | Мальта   | Відбір до ЧЄ 2000 | -    | 51'      |
| 4-9-1999  | Загреб | Хорватія       | 1 – 0     | Ірландія | Відбір до ЧЄ 2000 | -    | 90'      |
| 9-10-1999 | Загреб | Хорватія       | 2 – 2     | Сербія   | Відбір до ЧЄ 2000 | -    | 80'      |
| 26-4-2000 | Відень | Австрія        | 1 – 2     | Хорватія | товариський матч  | -    | 89'      |
| Усього    |        | Матчів         | 7         |          | Голів             | 1    |          |

## Титули і досягнення
- Чемпіон Хорватії (5):

«Динамо» (Загреб): 1995-1996, 1996-1997, 1997-1998, 1998-1999, 1999-2000
- Володар Кубка Хорватії (4):

«Динамо» (Загреб): 1993-1994, 1995-1996, 1996-1997, 1997-1998
- Чемпіон Бельгії (1):

«Брюгге»: 2002-2003
- Володар Кубка Бельгії (1):

«Брюгге»: 2003-2004
- Володар Суперкубка Бельгії (2):

«Брюгге»: 2002, 2003
- Чемпіон Південної Кореї (1):

«Ульсан Хьонде»: 2005